# Contea di Okmulgee
La contea di Okmulgee (in inglese Okmulgee County) è una contea dello Stato dell'Oklahoma, negli Stati Uniti. La popolazione al censimento del 2000 era di 39 685 abitanti. Il capoluogo di contea è Okmulgee.